# マニラ日本人学校
マニラ日本人学校（マニラにほんじんがっこう、英語: Manila Japanese School）は、フィリピン・マニラ首都圏内のタギッグ市に位置する、在フィリピン日本人のための初等、中等（中学校）教育を行う日本人学校。正式名称は、在フィリピン日本国大使館附属マニラ日本人学校である。

## 沿革
- 1917年 マニラ市サンパロック区アレハンドロ・シックスト街150番地の民家で馬尼拉日本人小学校として授業を開始
- 1918年 文部省から在外指定学校として認可
- 1923年 キアポ地区エル・ヒダルゴ街934番地の仮校舎に移転、その後キアポ地区カルセル街18番地の仮校舎に移転
- 1924年 サンパロック区レパント街949番地に校舎が竣工
- 1934年 マニラ日本人小学校へ改称
- 1935年 補習科を設置
- 1938年 補習科を廃止
- 1941年 太平洋戦争（大東亜戦争）が始ったため、臨時休業
- 1942年 授業を再開
- 1943年 マニラ日本人学校をマニラ日本国民学校へ改称
- 1944年 戦争のため学校を閉鎖
- 1968年 大使館附属広報文化センターにて開校
- 1975年 在マニラ日本大使館附属日本人学校としてフィリピン政府より認可
- 1977年 校歌・校章制定
- 1978年 パラニャーケ校舎に移転
- 1989年 クーデターのため臨時休校
- 1991年 中東湾岸戦争のため臨時休校
- 1992年 小学部中学部の課程を有する施設として文部省から認定
- 1994年 文部省より研究指定
- 2001年 タギッグ校舎に移転
- 2004年 文部科学省より研究指定
- 2020年 新型コロナウイルス感染予防措置のため休校